# W22SA
W22SA（ダブリューにーにーエスエー）は、三洋電機（大阪、現・京セラ SANYOブランド）が開発し、KDDIおよび沖縄セルラー電話の各auブランドで販売されていた携帯電話である。

## 特徴
三洋電機2機種目のCDMA 1X WIN端末である。CDMA 1X WIN端末としては珍しく、外部メモリースロットが搭載されず、代わりに発売当時としては最大級の40MBもの内蔵メモリを搭載していた。（このため、2004年当時のEZ「着うたフル」対応機種の中では唯一外部メモリ（セキュア）に対応していない。）
背面に1.5インチの大きな液晶画面を搭載していることも大きな特徴の一つである。これにより、画面下や側面のボタン操作によって、閉じたままでも簡単な操作はほとんど可能になっている。前機種のW21SAから引き続きEZ・FMに対応する（W21SAと同様、聴取には付属のステレオイヤホンケーブルを挿入する必要がある）。

## 不具合
2004年12月3日、KDDIよりソフトウェアにバグが見つかったと発表。
現象としては、Eメールの受信ができなくなる場合があるほか、メールの一覧表示時に電源がリセットされる可能性があった。
12月8日以降、auショップなどでソフトウェア書き換えを行い対処を行った。
また同バグ発生に伴い、12月4日に発売を予定していた九州と関東は、発売日をそれぞれ12月10日、12月11日に延期した。

## 対応サービス・機能
- EZ「着うたフル」- プリセットコンテンツとしてORANGE RANGEの「花（short size）」が搭載されている。
- EZ「着うた」
- EZ・FM
- EZナビウォーク
- EZチャンネル
- 赤外線通信
- ICレコーダー
- カメラde辞書（OCRによる文字読取機能）
- メディアプレイヤー（EZweb等でのBGM再生は非対応）